# Pile of Skulls
Pile of Skulls е седмият студиен албум на германската хевиметъл банда Running wild, с над 350 000 продадени копия в целия свят.

## Списък на песните
1. Chamber Of Lies – 2:23
2. Whirlwind – 4:52
3. Sinister Eyes – 5:07
4. Black Wings Of Death – 5:17
5. Fistful Of Dynamite – 4:06
6. Roaring Thunder – 5:58
7. Pile Of Skulls – 4:39
8. Lead Or Gold – 5:08
9. White Buffalo – 5:17
10. Jennings' Revenge – 4:18
11. Treasure Island – 11:14

Ремастерирани бонус парчета включени в CD версията:
1. Beggars' Night '92 – 5:01
2. Hanged, Drawn And Quartered – 4:38
3. Win Or Be Drowned – 4:17
4. Uaschitschun '92 – 4:53

## Членове
- Rock'n'Rolf – вокал, китари
- Axel Morgan – китари
- Thomas Smuszynski – бас
- Stefan Schwarzmann – барабани